# Aserbaidschanisches Staatliches Akademisches Musical- und Komödientheater

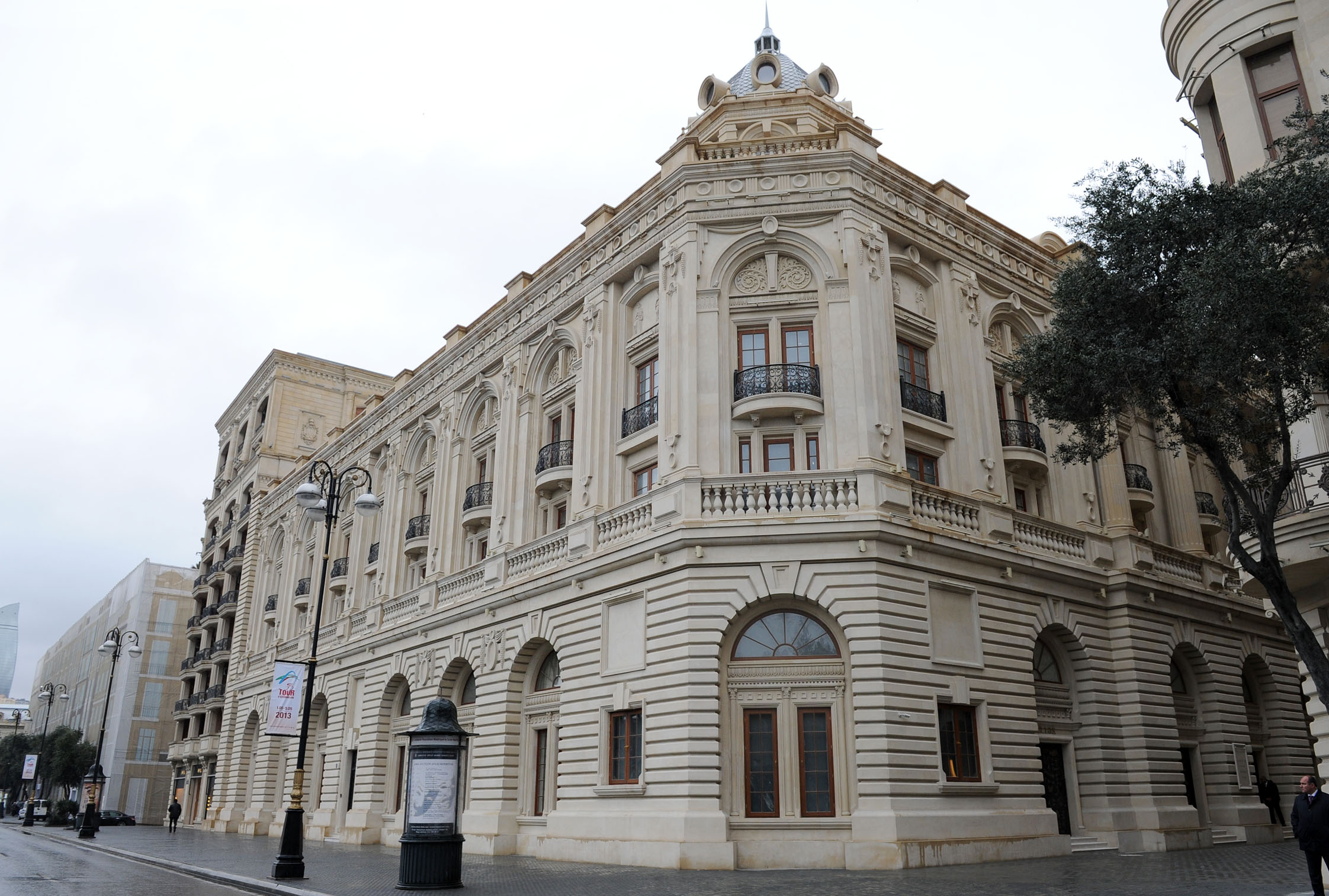
Aserbaidschanisches Staatliches Akademisches Musical- und Komödientheater

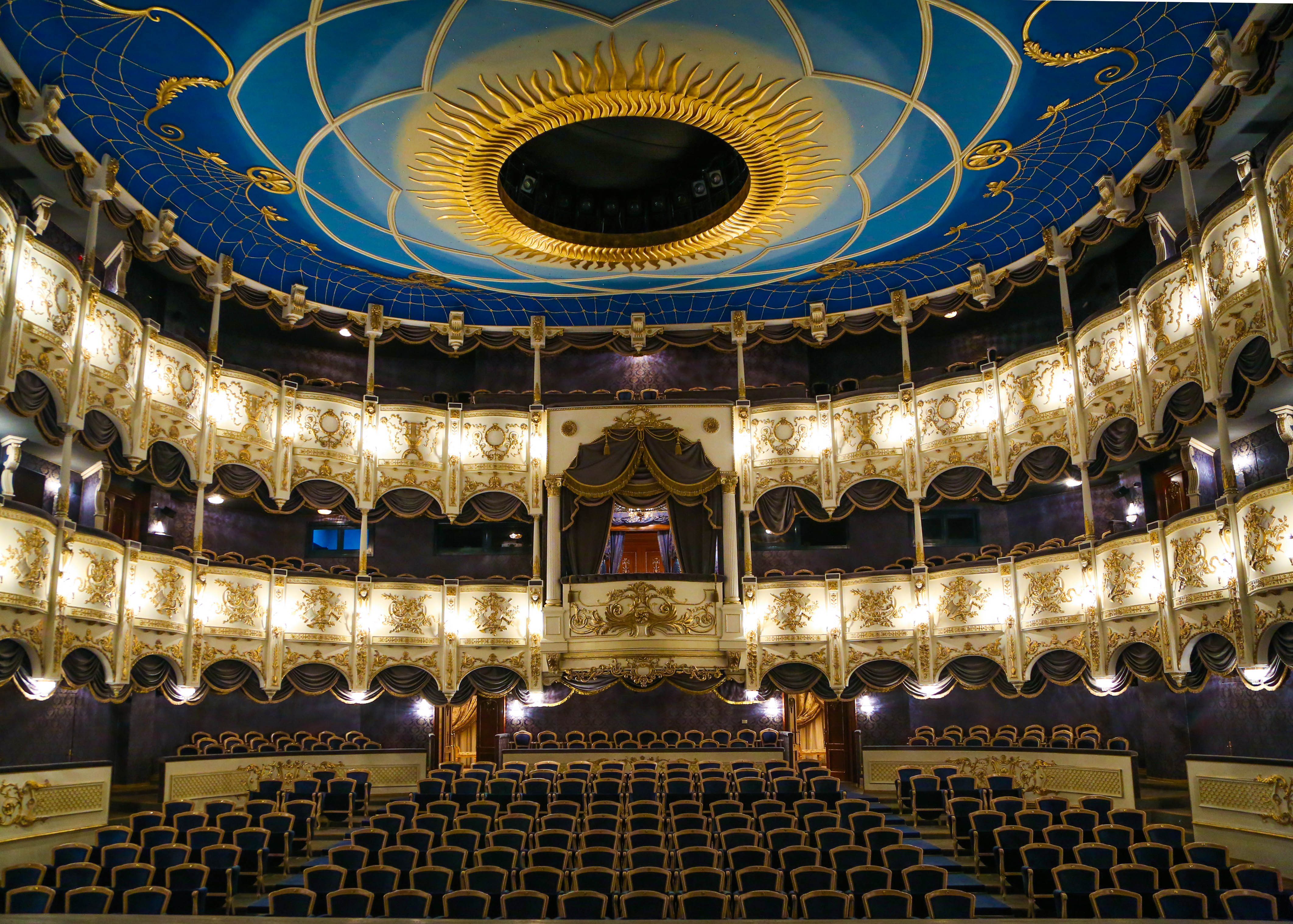
Zuschauerraum

Das Aserbaidschanische Staatliche Akademische Musical- und Komödientheater (aserbaidschanisch: Azərbaycan Dövlət Akademik Musiqili Teatrı) ist ein Theater in der aserbaidschanischen Hauptstadt Baku, in dem in erster Linie Musicals und Komödien aufgeführt werden. Das Gebäude befindet sich im Stadtzentrum mit der Adresse Akademik Zərifə Əliyeva prospekti 8.
Das Genre der aserbaidschanischen nationalen Musikkomödie wurde im frühen 20. Jahrhundert entwickelt. Maßgeblicher Schöpfer dieser Stilrichtung war der aserbaidschanische Komponist Üzeyir Hacıbəyov. Zunächst erfolgten die Aufführungen musikalischer Komödien im Aserbaidschanischen Staatlichen Akademischen Opern- und Balletthaus. 1938 wurde ein musikalisches Komödientheater in Betrieb genommen, das im September desselben Jahres öffentlich zum staatlichen musikalischen Komödientheater von Aserbaidschan gekürt wurde. Das Volksstück „Ehemann und Ehefrau“ (aserbaidschanisch: Ər və) von Üzeyir Hacıbəyov war die Eröffnungsvorstellung. In den folgenden Jahren wurden hauptsächlich aserbaidschanische und russische Musikkomödien aufgeführt. Das Theater entwickelte sich zu einem wesentlichen Teil des aserbaidschanischen Kulturlebens.
Ende der 1980er und Anfang der 1990er Jahre war das Theater aufgrund politischer Unruhen und Unabhängigkeitsbestrebungen zeitweise geschlossen. In den Jahren 2011 bis 2013 wurde das Theater aufwendig restauriert. Nach Wiedereröffnung wurden neben dem klassischen Repertoire auch Werke zeitgenössischer aserbaidschanischer und internationaler Komponisten in den Spielplan aufgenommen, darunter u. a. Wenn nicht jene, dann eben diese von Üzeyir Hacıbəyov, Die blaue Mazur von Franz Lehár und Die Zirkusprinzessin von Emmerich Kálmán.
Am 5. März 2019 erhielt das Musiktheater durch ein Dekret des Präsidenten der Republik Aserbaidschan den Status „Akademisches Theater“.